# Fifas världsranking för damer
Fifas världsranking för damer är ett rankningssystem för fotbollslandslag för damer. Listan administreras sedan starten i juli 2003 av Fifa och syftar till att jämföra den faktiska styrkan hos internationellt aktiva damfotbollslandslag. Rankinglistan från augusti 2023 omfattar 186 landslag.

## Rankinglistans upplägg
Rankingpoängen utgår från tidigare poäng som adderas med poängen för senast spelade match(er). Poängen för en enskild match påverkas av resultatet, hur bra motståndaren förväntas vara och vikten av matchen. En vänskapsmatch har lägre vikt, medan en VM- eller OS-match har störst vikt.
- Rankingen är baserad på samtliga internationella matcher lagen spelat sedan den första Fifa-arrangerade damlandskampen mellan Frankrike och Nederländerna i april 1971.[2]
- Rankingen är viktad för att lägga tyngdpunkten på de senast spelade matcherna.[källa behövs]
- Rankingen publiceras fyra gånger per år: normalt i mars, juni, september och december.[1]

Ett lag tas upp på rankinglistan när det spelat fem officiella landskamper mot lag med befintlig ranking. Lag som inte spelat någon match de senaste 48 månaderna räknas som inaktiva och plockas därmed bort från listan.